# Vescisa semirufa
Vescisa semirufa är en fjärilsart som beskrevs av W. Warren 1913. Vescisa semirufa ingår i släktet Vescisa och familjen nattflyn. Inga underarter finns listade i Catalogue of Life.